# Crucea, Iași
Crucea este un sat în comuna Lungani din județul Iași, Moldova, România.